# 王承鋆
王承鋆（？—？），湖北黄陂县人，清朝政治人物。举人出身。
光绪十年三月，擔任清朝廣東省潮州府豐順縣知縣。后由蔣定權接任。